# 喋血双雄 (1989年电影)
《喋血雙雄》是1989年上映的香港警匪片，由吳宇森執導，周潤發、葉蒨文、李修賢主演。
本片榮獲第9屆香港電影金像獎最佳導演及最佳剪接。在2005年，獲香港電影金像獎協會票選為「最佳華語片一百部」之一。

## 劇情
阿莊（周潤發 飾）是一個職業殺手，因為在「工作」時被發現而遭雇主解僱，然而開槍時的火光意外令年輕夜總會歌手珍妮失明（葉蒨文 飾）。為了幫助珍妮，阿莊籌了一大筆錢來替她做恢復視力的眼角膜移植。阿莊惹來一個警探李鷹（李修賢 飾）調查他的犯罪，最終兩人因緣際會地遇上。因為見到阿莊先前救過一名小女孩，再得知珍妮的手術後，李鷹明白到，逮捕這個殺手並不能達到正義。電影的高潮，是兩人與三合會在廢棄的教堂內激烈槍戰，其導演手法遠超出當時人所能想像的程度。此時阿莊要李鷹答應，要是他有什麼三長兩短，一定要幫他把眼角膜捐給珍妮。 
電影結尾，阿莊被槍打瞎眼睛，重傷的珍妮在黑暗之中爬向他……
黑道老大被警方逮捕而免於一死，但李鷹卻義無反顧在警網之中射殺了他。李鷹在阿莊死後認識到，法律是沒辦法還給阿莊這種人一個公義。他最後選擇了自我的良知，違抗了維護世俗正義的法律規條。

## 人物角色
| 演員   | 角色         | 粵語配音 | 關係／備註 |
| 周潤發 | 阿莊         | 周潤發   | 殺手 蝦頭（李鷹暱稱） 珍妮男友 與汪海及眾人槍戰前和李鷹說如果不幸死亡便將自己眼角膜捐給珍妮，若不能的就要送珍妮去美國 於停車場擊斃汪海時沒有子彈而失敗 最後被汪海用槍打瞎雙眼及殺死 |
| 李修賢 | 李鷹         | 朱子聰   | 警探 細B（阿莊暱稱） 與阿莊先對立，後合作，最後和好 於電車上槍殺黃熊 於片末槍殺汪海                                                                                                 |
| 葉蒨文 | 珍妮         | 盧素娟   | 酒廊歌手 阿莊女友 被阿莊的槍閃光閃瞎眼睛 |
| 朱江   | 馮剛（四哥） | 朱江     | 阿莊經紀人，叔父輩 為阿莊拿錢到教堂時被汪海及其手下打至重傷，及後被阿莊忍痛槍殺 |
| 曾江   | 曾爺         | 賈鳳梧   | 警探 跟蹤四哥的時候遭受FRANK 的伏擊，送到醫院後搶救無效，彌留時告訴李鷹殺手匿藏的地方。                                                                                             |
| 成奎安 | 汪海         | 黃志成   | 本片终极大反派 社團頭目，殺手，汪東源之侄子，阿莊之天敵 不能接受阿莊在執行任務時被發現而揚言要處置他 用槍打瞎阿莊的雙眼後顯得驚慌兼遭李鷹報復 最後被李鷹槍殺                        |
| 王俊棠 | FRANK        | 陳永信   | 殺手集團首領，受僱汪海對付阿莊 被李鷹脅持後被汪海槍殺 |
| 黃光亮 | 黃熊         | 陳永信   | 孤狼殺手，高度危險人物 思覺失調患者，有殺人的傾向 在電車上挾持心臟病女乘客時被李鷹槍殺                                                                                              |
| 葉榮祖 | 汪東源       | 陳永信   | 東源集團總裁 汪海之叔叔 暗殺目標 被阿莊遠距離擊斃 |
| 黃炳耀 | 杜警司       | 楊捷康   | 李鷹及老曾之上司 質疑李鷹在工作中感情用事，使其與李鷹的關係出現分歧 |
| 黃栢文 | 陳博文       | 陳欣     | |
| 吳少雄 | 殺手         |          | |
| 楊星   | 汪海保鑣     |          | |
| 顏昭雄 | 汪海保鑣     |          | |
| 林聰   | 張宏         |          | 汪東源之知己，暗殺目標 於六個月前被阿莊的槍近距離打中頭部 |
| 黃志偉 | 汪海保鑣     |          | |
| 李耀敬 | 汪海保鑣     |          | |
| 王偉樑 | 急症室醫生   | 陳欣     | |
| 盧雄   | 投訴科主管   | 楊捷康   | 處理李鷹在電車上擊斃黃熊而導致一名女乘客因心臟病發猝死的投訴個案 |
| 侯煥玲 | 清潔阿嬸     |          | |

## 製作
吳宇森於《英雄本色II》上畫後，於1988年與徐克接續籌劃了《英雄本色III夕陽之歌》及本片，並屬意繼續由周潤發擔正，並徵求李修賢及葉蒨文的意見。由於李修賢名下萬能影業有限公司有意參與本片的製作，而較早前公映的《霹靂先鋒》也取得不俗的票房，因此徐克允許李修賢參演。至於葉蒨文當時已具有相當名氣，也多次參演好友的電影例如《上海之夜》、《刀馬旦》和《大丈夫日記》，因此循例讓她演出。其後朱江及曾江也決定參演，於是劇組便於同年9月於香港開鏡拍攝三個月外景，其中赤柱獨立屋槍戰拍了28天，片末教堂激鬥更拍了36天。由於葉蒨文要回台拍《笑傲江湖》（實情是她要籌備演唱會，徐克不得不易角並刪減全部戲份），吳宇森便拍攝周潤發吹奏口琴的一幕作結。

### 创作
劇情類似1954年由洛克·哈德森（Rock Hudson）與珍·惠曼主演的好萊塢電影《地老天荒不了情》。講述一名花花公子意外弄瞎了一個年輕女性，在对女子的怜悯下与女生結交，並想要讓她動眼睛手術來消除自己的罪惡感，自首至尾沒有透露他自己的身份，到后来永恒的爱情。但吳宇森表示，拍攝《喋血雙雄》時，根本沒有看過《地老天荒不了情》。
然而《喋血雙雄》着墨重點落在阿莊（周潤發飾）身上，阿莊的角色是源自阿倫·狄龍在《獨行殺手》中扮演的柯斯特罗，柯斯特罗是一个酷酷的杀手，在一场舞台表演时戴着白手套，枪杀了一名男子。
劇情上參考由高倉健和丹波哲郎主演的《雙雄喋血記》，而高倉健和丹波哲郎分别飾演殺手和警探。

## 電影歌曲

### 主題曲
| 歌名         | 演唱者 | 作曲   | 填詞   |
| 〈淺醉一生〉 | 葉蒨文 | 盧冠廷 | 唐書琛 |

### 插曲
| 歌名     | 演唱者 | 作曲   | 填詞 |
| 〈隨緣〉 | 葉蒨文 | 盧冠廷 | 黃霑 |

## 獎項
| 年份 | 頒獎典禮            | 獎項       | 獲提名         | 結果 |
| ---- | ------------------- | ---------- | -------------- | ---- |
| 1990 | 第9屆香港電影金像獎 | 最佳電影   |                | 提名 |
| 1990 | 第9屆香港電影金像獎 | 最佳導演   | 吳宇森         | 獲獎 |
| 1990 | 第9屆香港電影金像獎 | 最佳編劇   | 吳宇森         | 提名 |
| 1990 | 第9屆香港電影金像獎 | 最佳男配角 | 朱江           | 提名 |
| 1990 | 第9屆香港電影金像獎 | 最佳攝影   | 黃永恆、鮑起鳴 | 提名 |
| 1990 | 第9屆香港電影金像獎 | 最佳剪接   | 樊恭榮         | 獲獎 |
| 1990 | 第9屆香港電影金像獎 | 十大華語片 |                | 獲獎 |

## 影响
《喋血双雄》是吴宇森的作品。在刚刚推出的时候，这部电影被视为完美的商业暴力片，此后十年中，人们对它的评价不断改变，1999年，美国《时代周刊》将它列为20世纪亚洲十大影片之一。
喋血雙雄無論在藝術上或是票房上都有著耀眼的成績，大大的震撼了觀眾。本片也對倫理是否高於法律加以著墨，使片中的警察開始懷疑自身維護法律的動機是否不近人情。
影片於爛番茄中收穫來自41位影評家的高達98%的新鮮度，觀眾評價亦擁有92%的評分。

## 外部連結
- 香港影庫上《喋血雙雄》的資料（繁體中文）
- 開眼電影網上《喋血双雄》的資料（繁體中文）
- 豆瓣电影上《喋血双雄》的資料 （简体中文）
- 时光网上《喋血双雄》的資料（简体中文）
- AllMovie上《喋血双雄》的资料（英文）
- 爛番茄上《喋血双雄》的資料（英文）
- 互联网电影数据库（IMDb）上《喋血双雄》的资料（英文）